# Blood Stain Child
Blood Stain Child (рус. ребёнок, запятнанный кровью) — японская дэт-метал-группа из города Осака, играющая в стиле мелодичный дэт-метал. Иногда использовала элементы Visual kei, который сейчас проявляется в основном только в образе гитаристов группы Ryo и G.S.R. Выделяется добавлением элементов техно и транса в мелодик-дет-метал.

## История

### Карьера в Японии и период с Сэдью
Группа сформировалась в 1999 году под названием «Visionquest», но в 2000 году они переименовались в Blood Stain Child. 2000 год — после переименования группы, в августе они записывают свою первую демку, которая состоит из песен «Legend of Dark», «Silence of Northern Hell» и «Requiem». После успеха на радио группа подписывает контракт с лейблом M&I Company. В 2001 году группа выпускает второе демо, включающее в себя две песни — «The World» и «Steel Flame». Впоследствии песня «The World» используется в титантроне реслера Кэнсукэ Сасаки. В июле 2002 года коллектив выпускает первый студийный альбом Silence of Northern Hell. Осенью группа отправляется в тур по Японии. В октябре группа выступает на разогреве у Dream Evil. В июне 2003 года Blood Stain Child выпускают второй студийный альбом Mystic Your Heart, который был сопродюсирован Ансси Киппо (англ. Anssi Kippo). В марте 2005 года гитарист Дайки (англ. Daiki) покидает группу и в апреле его место занимает Сиромаса (англ. Shiromasa). Blood Stain Child выпускают свой третий альбом Idolator, сопродюсером которого выступил Туэ Мадсен (англ. Tue Madsen), в этом же году. 27 ноября 2006 года альбом выходит в Европе, а 17 июля 2007 — в США. В апреле 2007 года Blood Stain Child заявляют о появлении в группе нового гитариста G.S.R и ещё одного вокалиста Sadew (англ. Sadew). 18 июля этого же года выходит четвёртый альбом группы Mozaiq, который тоже был сопродюсирован Туэ Мадсеном. Позже, 20 июля, Mozaiq был выпущен в Европе.

### Изменения в составе и движение в сторону visual kei
Группу покидают вокалист и ударник. Sadew покинул группу по разногласиям в музыке, а Виолатор покинул коллектив ввиду занятия семейным бизнесом. Но в то же время, участники группы заявили о начале работ над новым альбомом, который, по их словам, будет лучше, чем их предыдущее творчество. Вокал и ударные будут записаны приглашёнными музыкантами. В середине сентября группа находит новых участников, при этом делая ещё большее движение в сторону visual kei. В сообщении на официальном сайте также было сообщено, что новые участники уже записали свои партии к новому альбому. Новый альбом Epsilon выходит 15 июня 2011 года, он записывается в студии Этторе Риготти из итальянской группы Disarmonia Mundi. Он также выступил продюсером альбома. В то же время новая вокалистка группы София заявила, что она не является второй Ангелой Госсов и будет исполнять свои партии чистым вокалом. Она из Греции, имеет юридическое образование. Знает 5 языков, включая родной греческий, также она занимается тхэквондо. Традиционный же для дет-метала скрим и гроул-партии переходят ко второму вокалисту и басисту группы RYO.
В феврале было объявлено, что София будет работать на мероприятии бренда моды лолит «ATELIER PIERROT» (рус. Ателье Пъеро) в Харадзюку 20 марта. Те, кто купили товаров на сумму больше 5000 йен, смогли сфотографироваться с Софией и получить её автограф. В то же время все, кто посетили магазин в этот день смогут послушать песни с будущего альбома и получить сладости в подарок.
21 июля 2012 г. София официально объявила об уходе из Blood Stain Child. Новая вокалистка Кики присоединилась к группе 3 декабря. В начале 2013 года группа представила нового VJ/DJ — Макото, который заменил Аки, отказавшийся от дальнейших концертов по «личным причинам». Однако Макото покинул группу в 2014 году. В этом составе в январе 2014 года группа выпускает сингл «Last Stardust».
В 2016 году один из основателей Ryo и вокалистка Kiki покидают группу. На их места приходят бас-гитарист Yakky и вокалист Saika соответственно. В новом составе группа готовит сингл «Nexus».
26 июля 2017 года выходит EP TRI ODYSSEY.
В 2018 году Blood Stain Child объединили усилия с вокалисткой Danceroid Yuzuki и создали мелодик-дэт-метал супергруппу Yuzukingdom.
1 февраля 2019 года Blood Stain Child выпустили новый сингл «Del-Sol». Позже, в том же году, 3 июля, был выпущен новый полноформатный альбом под названием Amateras.
В 2021 году выходи EP 2045.

## Стиль
В отличие от раннего творчества, выдержанного в ключе симфонического метала, нынешнее звучание группы можно отнести к направлению «модерн-дет-метал». Но группа заметно выделяется на фоне других групп подобного звучания из-за сильного смешения метала с электронной музыкой техно и транс, влияние которых принёс в группу гитарист Ryu Kuriyama, параллельно выступлениям группы ведущий сольную карьеру в жанре индастриал-метал. Также творчеству группы свойственно преобладание мелодий в мажорной гамме. Участники группы отмечали влияние культовых музыкантов и групп метала в их творчестве и причисляли к любимым исполнителям группы: In Flames, Dark Tranquillity, HIM, X Japan, и Luna Sea.

## Интересные факты
- Некоторые песни группы исполняются Ryu в его сольных выступлениях.
- Группа делает сильный упор на западное метал звучание, не свойственное японским группам. Так, некоторое время участники копировали манеру исполнения шведской группы In Flames вплоть до манеры вокала и внешности.

## Состав

### Основной состав
- Sadew  — вокал (2007-2010, 2018 — настоящее время)
- Ryu — гитара (1999 — настоящее время)
- G.S.R — гитара (2007 — настоящее время)
- Yasu — ударные (2018 — настоящее время)
- Yakky — бас-гитара (2016 — настоящее время)

### Бывшие участники
- GAMI — ударные (2010-2018)
- Sophia — вокал (2011—2012)
- Daiki — гитара (2000—2005)
- Shiromasa — гитара (2005—2007)
- Violator — ударные (2000—2010)
- SAIKA — вокал (2016—2018)
- Aki — клавишные (2000—2013)
- Makoto — VJ/DJ (2013—2014)
- Ryo — бас-гитара, вокал (1999—2016)
- KiKi — вокал (2012—2016)

## Дискография

### Демо
| Название  | Дата выхода | Лейбл       |
| --------- | ----------- | ----------- |
| Demo 2000 | 2000        |             |
| The World | 2001        | M&I Company |

### Альбомы
| Название                 | Дата выхода | Лейбл           |
| ------------------------ | ----------- | --------------- |
| Silence of Northern Hell | 2002        | M&I Company     |
| Mystic Your Heart        | 2003        | M&I Company     |
| Idolator                 | 2005        | M&I Company     |
| Mozaiq                   | 2007        | M&I Company     |
| εpsilon                  | 2011        | Coroner Records |
| The Legend               | 2018        | Radtone Music   |
| Amateras                 | 2019        | Radtone Music   |
| Metalia                  | 2024        | Earkth          |
| Cyberia                  | 2024        | Earkth          |

### EP
| Название      | Дата выхода | Лейбл                |
| ------------- | ----------- | -------------------- |
| Last Stardust | 2014        | Lantis               |
| Nexus         | 2016        | Earth Nation Records |
| Tri Odyssey   | 2017        | Fabtone Inc.         |
| Del-SOl       | 2019        | Self-releaseed       |
| 2045          | 2021        | Self-releaseed       |